# Actinodura ramsayi
La actinodura de Ramsay (Actinodura ramsayi) es una especie de ave paseriforme de la familia Leiothrichidae propia del sureste de Asia. 

## Distribución y hábitat
Se encuentra únicamente en las montañas que hay entre Birmania y Tailandia. Su hábitat natural son los bosques húmedos tropicales de montaña.